# Jefferson Lee
Jefferson Lee ist ein australischer Hochschullehrer.

## Werdegang
Lee besuchte von 1965 bis 1967 die Heidelberg High in Melbourne und 1968 die Dulwich Hill High in Sydney. 1987 erhielt er einen Master of arts (honours) von der University of New South Wales (UNSW).
Von Januar 1987 bis Dezember 2002 unterrichtete Lee an der Deakin University und war von Februar 200 bis Dezember 2001 auch an der University of Western Sydney, wo er Journalismus, Medien- und Filmstudien unterrichtete. Seit Januar 2003 ist der langjährige Osttimor-Aktivist Beauftragter für Sonderprojekte bei der Australia East Timor Association (AETA) in New South Wales.

## Auszeichnungen
2015 erhielt Lee von Osttimors Präsidenten Taur Matan Ruak die Medal des Ordem de Timor-Leste.

## Veröffentlichungen
- mit Geoffrey C. Gunn: Cambodia Watching Down Under, 1991.
- The Australian media and the 'push to Asia, Perth, Australia: Edith Cowan University., 1993.
- mit Geoffrey C. Gunn: A critical view of western journalism and scholarship on East Timor : Geoffrey C. Gunn with Jefferson Lee, 1994.
- mit Taudevin Cansell: East Timor: Making Amends?: Australia's Role in Reconstructing East Timor, 2000.